# Южно-Атлантический антициклон

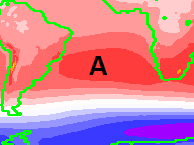
Южно-Атлантический антициклон на карте-схеме
(в красной области «А», между Южной Америкой и Африкой)

Южно-Атлантический антициклон — это полупостоянный максимум атмосферного давления с центром находящимся в Атлантическом океане примерно на 25° южной широты и 15° западной долготы; откуда и название «южно-атлантический». Его также называют антициклон острова Святой Елены, поскольку упомянутый остров является единственной сушей в этом районе Земли. Антициклон может простираться в Южной Атлантике на тысячи миль.
Вышесказанное не означает, что положение и интенсивность этого антициклона постоянны, а лишь то, что на картах, описывающих среднемесячное давление, антициклон присутствует. Эта область высокого давления является частью большого субтропического пояса антициклонов, называемого субтропическим хребтом (см. Конские широты). Центр области высокого давления имеет тенденцию следовать сезонным изменениям положения Солнца, перемещаясь на юг южным летом и на север южной зимой. Это влияет на климат прилегающих континентальных территорий, вызывая сезонные изменения климата и погоды по мере колебаний положения барометрического максимума.
Южно-Атлантический антициклон сильно влияет на мореплавание, поскольку сопутствующие ему ветры, как правило, несильны, и парусным судам приходится идти далеко на север или юг от центра области высокого давления, в зависимости от направления движения, чтобы найти более благоприятные по силе и направлению ветры.
Южно-Атлантический антициклон создает сухой климат, способствуя засушливости пустынь Намиб и Калахари, но его влияние на этом не заканчивается: летом он приносит тёплую погоду с восточного побережья Южной Америки в Африку, перенося тропический воздух на юг континента. На его северном склоне, где дуют восточные пассаты, находится внутритропическая зона конвергенции, которая контролирует африканские муссоны и сезон дождей в Гвиане.